# Os polar
L'os polar o os blanc (Ursus maritimus) és un os hipercarnívor que viu majoritàriament dins el cercle polar àrtic. És un parent molt proper de l'os bru, fins a tal punt que hi pot hibridar. A més a més, és el carnívor terrestre vivent més gros del món, atès que els mascles adults pesen 300-800 kg. Tanmateix, mostra un marcat dimorfisme sexual, puix que les femelles són molt més petites. Es tracta d'un animal dotat d'un pelatge blanc o groguenc, pell negra i una capa gruixuda de greix. És de constitució més esvelta que l'os bru, del qual es diferencia per tenir el crani més estret, el coll més llarg i les gibositats escapulars més baixes, així com les dents més afilades i adaptades a tallar carn. Les seves potes de grans dimensions li serveixen tant per caminar sobre el glaç com per nedar dins l'aigua.
L'apel·latiu maritimus del seu nom fa referència a l'habilitat de desplaçar-se i caçar tant sobre el glaç com nedant. Els mascles adults fan uns 2,5 m de llarg i un pes de 400 a 600 kg (el rècord Guinness el té un exemplar caçat el 1960 que pesava 880 kg). L'os polar es considera un animal en perill d'extinció. Només en queden uns 25.000 exemplars en tot el món. L'impacte del canvi climàtic té un impacte significatiu sobre el seu hàbitat de les regions polars i les previsions apunten que amb pocs anys el gel de la banquisa àrtica es pot fondre permanentment i l'os polar pot extingir-se a causa de l'escalfament de la zona.

## Denominació
L'os polar va rebre el seu nom comú per Thomas Pennant a A Synopsis of Quadrupeds (1771). Va ser conegut com a "ós blanc" a Europa entre els segles XIII i XVIII, així com "ós de gel", "ós marí" i "ós de Groenlàndia". Els nòrdics s'hi referien com a isbjørn (ós de gel) i hvitebjørn (ós blanc). L'ós és anomenat nanook pels inuit. Les cultures netsilik addicionalment tenen diferents noms per als óssos basats en certs factors, com el sexe i l'edat: aquests inclouen mascles adults (anguraq), femelles adultes solteres (tattaq), femelles gestants (arnaluk), nounats (hagliaqtug), adolescents grans (namiaq) i óssos dormits (apitiliit). El nom científic  Ursus maritimus  és  en llatí ós marí.

## Descripció
Les potes de l'os polar són curtes amb unes urpes que estan adaptades per caminar sobre les condicions ambientals de la zona àrtica i completament recobertes de pèl per tal de no relliscar per la neu. El pèl de l'os polar és llarg i espès tot i que es va esgrogueint a mesura que van creixent. A més a més, sota el seu pèl dens s'hi troba una capa de greix de 10 a 15 cm que acumula a mesura que menja i l'ajuda a tenir energia i forces quan és difícil de trobar menjar.

## Alimentació
L'os polar s'alimenta de tots els animals àrtics excepte guineus i llops. Malgrat tot les seves preses preferides són les cries de foques i rens (que són molt més escassos que els primers). A l'estiu, quan es fonen els gels costaners, i han de viure a terra ferma, la seva dieta es torna més vegetariana, amb inclusió de líquens, herbes i baies, i també rosegadors terrestres i ous i pollets de les colònies d'aus marines.
Arriben a menjar uns 30 quilos de menjar al dia. Els cadells tan sols en mengen 1 quilo diari. Els ossos no prenen aigua, ja que en el seu ambient és salada i àcida, i la treuen dels fluids de les seves preses. També s'ha descobert recentment que poden arribar a ser caníbals, en especial els mascles, ja que si pateixen massa fam, no tenen problemes en menjar-se altres ossos especialment joves o morts. També s'ha vist que els ossos polars poden detectar la presa a una distància de fins a 800 metres.

## Distribució natural
Es tracta d'una espècie circumpolar; la distribució al sud està determinada per la presència de plaques de gel des de les quals caça foques com a principal aliment. S'estima que la població actual és d'uns 20.000 individus.
Les principals poblacions es troben a:
- illa de Wrangel i oest d'Alaska
- nord d'Alaska
- arxipèlag àrtic del Canadà
- Groenlàndia
- illes de Svalbard i Terra de Francesc Josep
- Sibèria del nord i central

És una espècie amenaçada fins al punt que s'estima que és possible que s'extingeixi en acabar el segle xxi. La destrucció de l'hàbitat i els resultats de l'escalfament global de la terra són les principals amenaces.

## Taxonomia i evolució
Es creu que la família Ursidae se separà dels altres carnívors fa aproximadament 38 milions d'anys. La subfamília Ursinae s'originà fa uns 4,2 milions d'anys. Segons el registre fòssil i les anàlisis d'ADN, l'os polar i l'os bru (Ursus arctos) divergiren fa només 150.000 anys. El fòssil d'os polar més antic que es coneix data de fa aproximadament 130.000-110.000 anys i es trobà a l'illa Prins Karls Forland, el 2004. Els fòssils mostren que fa entre 10.000 i 20.000 anys, els molars de l'os polar diferien significativament respecte als de l'os bru. És possible que l'espècie s'hagi originat a partir d'una població aïllada d'ossos bruns, sotmesa a una forta pressió genètica durant les glaciacions del Plistocè. Estudis genètics posteriors mostren que fins i tot algunes poblacions d'os bru es troben més relacionades amb l'os polar que amb altres de la seva mateixa espècie. Això implica que l'os polar no compleix amb algunes de les definicions d'espècie. Addicionalment, les dues espècies poden reproduir-se i obtenir híbrids fèrtils, cosa que indica la seva divergència recent i la seva similitud genètica. No obstant això, es consideren espècies separades perquè cap de les dues espècies poden sobreviure a llarg termini en el nínxol ecològic de l'altra, tenen diferències morfològiques i fenotípiques, i de metabolisme, comportament i comportament social diferent. Quan l'espècie fou descrita, se'n van identificar dues subespècies: Ursus maritimus maritimus (Constantine J. Phipps, 1774) i Ursus maritimus marinus (Peter Simon Pallas, 1776). Aquestes subespècies actualment no són vàlides.
Es té registre d'una subespècie fòssil, Ursus maritimus tyrannus, que fou descendent d'Ursus arctos i s'extingí durant el Plistocè. Aquesta subespècie era bastant més grossa que l'espècie existent.

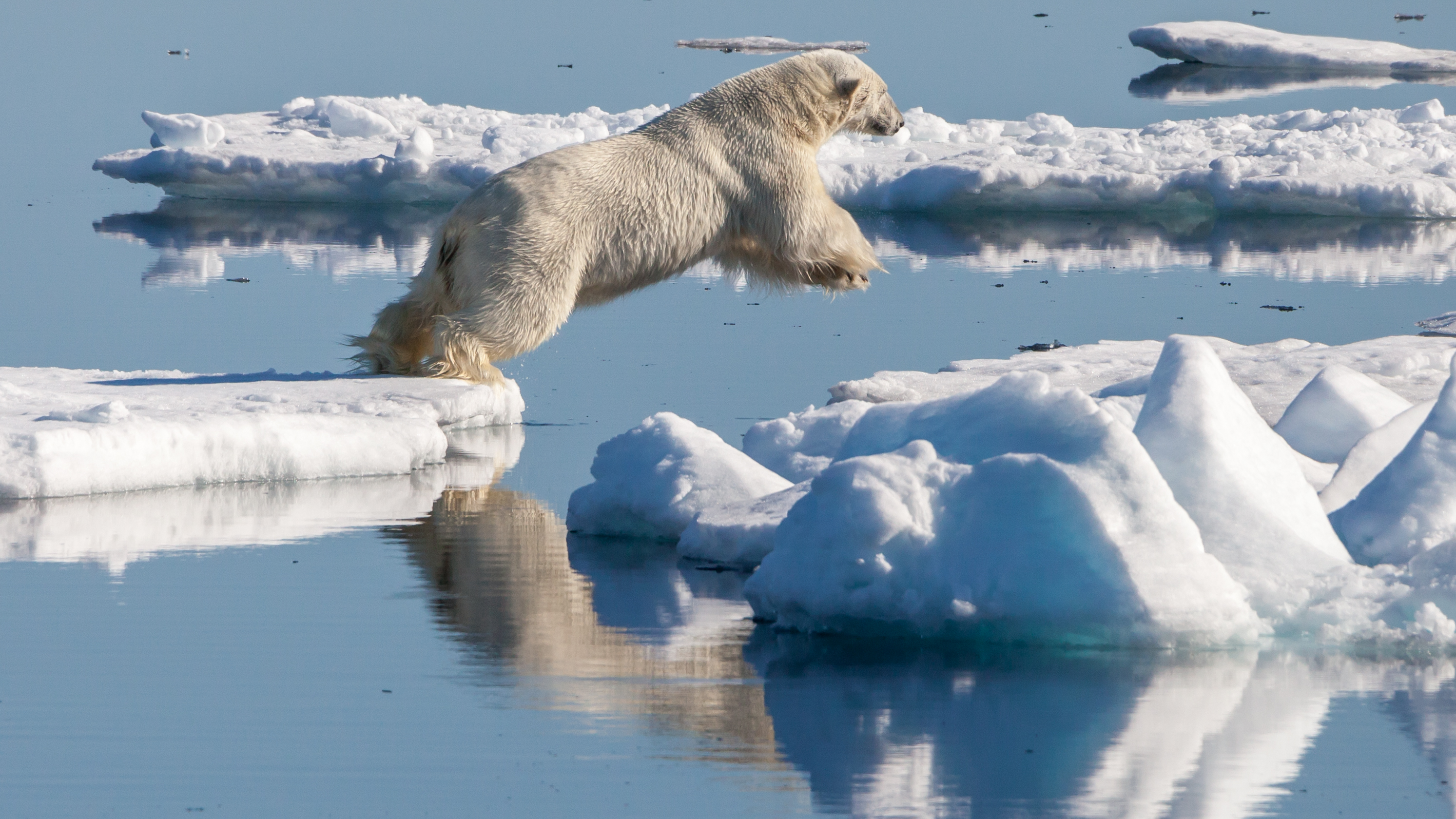
Os polar saltant entre plaques de gel a les illes Svalbard

|  | \| \| Os bru \| \| \| \| \| \| Os polar \| \| \| \| |
|  |                                                     |
|  | Os negre americà                                    |
|  |                                                     |
|  | Os negre asiàtic                                    |
|  |                                                     |
|  | Os malai                                            |
|  |                                                     |
|  | Os morrut                                           |
|  |                                                     |
|  | Os bru                                              |
|  |                                                     |
|  | Os polar                                            |
|  |                                                     |

|  | Os bru   |
|  |          |
|  | Os polar |
|  |          |

Una possible filogènesi basada en seqüències completes d'ADN mitocondrial de Yu et al. (2007).
|  | Ós malai (Helarctos malayanus)                                                                          |
|  | |
|  | \| \| Ós del Tibet (Ursus thibetanus) \| \| \| \| \| \| Ós negre americà (Ursus americanus) \| \| \| \| |
|  | |
|  | Ós del Tibet (Ursus thibetanus)                                                                         |
|  | |
|  | Ós negre americà (Ursus americanus)                                                                     |
|  | |

|  | Ós del Tibet (Ursus thibetanus)     |
|  |                                     |
|  | Ós negre americà (Ursus americanus) |
|  |                                     |

|  | Ós polar (Ursus maritimus) |
|  |                            |
|  | Ós bru (Ursus arctos)      |
|  |                            |

|  | Ós malai (Helarctos malayanus)                                                                          |
|  | |
|  | \| \| Ós del Tibet (Ursus thibetanus) \| \| \| \| \| \| Ós negre americà (Ursus americanus) \| \| \| \| |
|  | |
|  | Ós del Tibet (Ursus thibetanus)                                                                         |
|  | |
|  | Ós negre americà (Ursus americanus)                                                                     |
|  | |

|  | Ós del Tibet (Ursus thibetanus)     |
|  |                                     |
|  | Ós negre americà (Ursus americanus) |
|  |                                     |

|  | Ós polar (Ursus maritimus) |
|  |                            |
|  | Ós bru (Ursus arctos)      |
|  |                            |

|  | Ós malai (Helarctos malayanus)                                                                          |
|  | |
|  | \| \| Ós del Tibet (Ursus thibetanus) \| \| \| \| \| \| Ós negre americà (Ursus americanus) \| \| \| \| |
|  | |
|  | Ós del Tibet (Ursus thibetanus)                                                                         |
|  | |
|  | Ós negre americà (Ursus americanus)                                                                     |
|  | |

|  | Ós del Tibet (Ursus thibetanus)     |
|  |                                     |
|  | Ós negre americà (Ursus americanus) |
|  |                                     |

|  | Ós polar (Ursus maritimus) |
|  |                            |
|  | Ós bru (Ursus arctos)      |
|  |                            |

|  | Ós malai (Helarctos malayanus)                                                                          |
|  | |
|  | \| \| Ós del Tibet (Ursus thibetanus) \| \| \| \| \| \| Ós negre americà (Ursus americanus) \| \| \| \| |
|  | |
|  | Ós del Tibet (Ursus thibetanus)                                                                         |
|  | |
|  | Ós negre americà (Ursus americanus)                                                                     |
|  | |

|  | Ós del Tibet (Ursus thibetanus)     |
|  |                                     |
|  | Ós negre americà (Ursus americanus) |
|  |                                     |

|  | Ós polar (Ursus maritimus) |
|  |                            |
|  | Ós bru (Ursus arctos)      |
|  |                            |

|  | Ós malai (Helarctos malayanus)                                                                          |
|  | |
|  | \| \| Ós del Tibet (Ursus thibetanus) \| \| \| \| \| \| Ós negre americà (Ursus americanus) \| \| \| \| |
|  | |
|  | Ós del Tibet (Ursus thibetanus)                                                                         |
|  | |
|  | Ós negre americà (Ursus americanus)                                                                     |
|  | |

|  | Ós del Tibet (Ursus thibetanus)     |
|  |                                     |
|  | Ós negre americà (Ursus americanus) |
|  |                                     |

|  | Ós polar (Ursus maritimus) |
|  |                            |
|  | Ós bru (Ursus arctos)      |
|  |                            |

|  | Ós malai (Helarctos malayanus)                                                                          |
|  | |
|  | \| \| Ós del Tibet (Ursus thibetanus) \| \| \| \| \| \| Ós negre americà (Ursus americanus) \| \| \| \| |
|  | |
|  | Ós del Tibet (Ursus thibetanus)                                                                         |
|  | |
|  | Ós negre americà (Ursus americanus)                                                                     |
|  | |

|  | Ós del Tibet (Ursus thibetanus)     |
|  |                                     |
|  | Ós negre americà (Ursus americanus) |
|  |                                     |

|  | Ós polar (Ursus maritimus) |
|  |                            |
|  | Ós bru (Ursus arctos)      |
|  |                            |

|  | Ós malai (Helarctos malayanus)                                                                          |
|  | |
|  | \| \| Ós del Tibet (Ursus thibetanus) \| \| \| \| \| \| Ós negre americà (Ursus americanus) \| \| \| \| |
|  | |
|  | Ós del Tibet (Ursus thibetanus)                                                                         |
|  | |
|  | Ós negre americà (Ursus americanus)                                                                     |
|  | |

|  | Ós del Tibet (Ursus thibetanus)     |
|  |                                     |
|  | Ós negre americà (Ursus americanus) |
|  |                                     |

|  | Ós polar (Ursus maritimus) |
|  |                            |
|  | Ós bru (Ursus arctos)      |
|  |                            |

|  | Ós malai (Helarctos malayanus)                                                                          |
|  | |
|  | \| \| Ós del Tibet (Ursus thibetanus) \| \| \| \| \| \| Ós negre americà (Ursus americanus) \| \| \| \| |
|  | |
|  | Ós del Tibet (Ursus thibetanus)                                                                         |
|  | |
|  | Ós negre americà (Ursus americanus)                                                                     |
|  | |

|  | Ós del Tibet (Ursus thibetanus)     |
|  |                                     |
|  | Ós negre americà (Ursus americanus) |
|  |                                     |

|  | Ós polar (Ursus maritimus) |
|  |                            |
|  | Ós bru (Ursus arctos)      |
|  |                            |

|  | Ós malai (Helarctos malayanus)                                                                          |
|  | |
|  | \| \| Ós del Tibet (Ursus thibetanus) \| \| \| \| \| \| Ós negre americà (Ursus americanus) \| \| \| \| |
|  | |
|  | Ós del Tibet (Ursus thibetanus)                                                                         |
|  | |
|  | Ós negre americà (Ursus americanus)                                                                     |
|  | |

|  | Ós del Tibet (Ursus thibetanus)     |
|  |                                     |
|  | Ós negre americà (Ursus americanus) |
|  |                                     |

|  | Ós polar (Ursus maritimus) |
|  |                            |
|  | Ós bru (Ursus arctos)      |
|  |                            |

|  | Ós malai (Helarctos malayanus)                                                                          |
|  | |
|  | \| \| Ós del Tibet (Ursus thibetanus) \| \| \| \| \| \| Ós negre americà (Ursus americanus) \| \| \| \| |
|  | |
|  | Ós del Tibet (Ursus thibetanus)                                                                         |
|  | |
|  | Ós negre americà (Ursus americanus)                                                                     |
|  | |

|  | Ós del Tibet (Ursus thibetanus)     |
|  |                                     |
|  | Ós negre americà (Ursus americanus) |
|  |                                     |

|  | Ós polar (Ursus maritimus) |
|  |                            |
|  | Ós bru (Ursus arctos)      |
|  |                            |

|  | Ós malai (Helarctos malayanus)                                                                          |
|  | |
|  | \| \| Ós del Tibet (Ursus thibetanus) \| \| \| \| \| \| Ós negre americà (Ursus americanus) \| \| \| \| |
|  | |
|  | Ós del Tibet (Ursus thibetanus)                                                                         |
|  | |
|  | Ós negre americà (Ursus americanus)                                                                     |
|  | |

|  | Ós del Tibet (Ursus thibetanus)     |
|  |                                     |
|  | Ós negre americà (Ursus americanus) |
|  |                                     |

|  | Ós polar (Ursus maritimus) |
|  |                            |
|  | Ós bru (Ursus arctos)      |
|  |                            |

|  | Ós malai (Helarctos malayanus)                                                                          |
|  | |
|  | \| \| Ós del Tibet (Ursus thibetanus) \| \| \| \| \| \| Ós negre americà (Ursus americanus) \| \| \| \| |
|  | |
|  | Ós del Tibet (Ursus thibetanus)                                                                         |
|  | |
|  | Ós negre americà (Ursus americanus)                                                                     |
|  | |

|  | Ós del Tibet (Ursus thibetanus)     |
|  |                                     |
|  | Ós negre americà (Ursus americanus) |
|  |                                     |

|  | Ós polar (Ursus maritimus) |
|  |                            |
|  | Ós bru (Ursus arctos)      |
|  |                            |

|  | Ós malai (Helarctos malayanus)                                                                          |
|  | |
|  | \| \| Ós del Tibet (Ursus thibetanus) \| \| \| \| \| \| Ós negre americà (Ursus americanus) \| \| \| \| |
|  | |
|  | Ós del Tibet (Ursus thibetanus)                                                                         |
|  | |
|  | Ós negre americà (Ursus americanus)                                                                     |
|  | |

|  | Ós del Tibet (Ursus thibetanus)     |
|  |                                     |
|  | Ós negre americà (Ursus americanus) |
|  |                                     |

|  | Ós polar (Ursus maritimus) |
|  |                            |
|  | Ós bru (Ursus arctos)      |
|  |                            |

|  | Ós malai (Helarctos malayanus)                                                                          |
|  | |
|  | \| \| Ós del Tibet (Ursus thibetanus) \| \| \| \| \| \| Ós negre americà (Ursus americanus) \| \| \| \| |
|  | |
|  | Ós del Tibet (Ursus thibetanus)                                                                         |
|  | |
|  | Ós negre americà (Ursus americanus)                                                                     |
|  | |

|  | Ós del Tibet (Ursus thibetanus)     |
|  |                                     |
|  | Ós negre americà (Ursus americanus) |
|  |                                     |

|  | Ós polar (Ursus maritimus) |
|  |                            |
|  | Ós bru (Ursus arctos)      |
|  |                            |

|  | Ós malai (Helarctos malayanus)                                                                          |
|  | |
|  | \| \| Ós del Tibet (Ursus thibetanus) \| \| \| \| \| \| Ós negre americà (Ursus americanus) \| \| \| \| |
|  | |
|  | Ós del Tibet (Ursus thibetanus)                                                                         |
|  | |
|  | Ós negre americà (Ursus americanus)                                                                     |
|  | |

|  | Ós del Tibet (Ursus thibetanus)     |
|  |                                     |
|  | Ós negre americà (Ursus americanus) |
|  |                                     |

|  | Ós polar (Ursus maritimus) |
|  |                            |
|  | Ós bru (Ursus arctos)      |
|  |                            |

|  | Ós malai (Helarctos malayanus)                                                                          |
|  | |
|  | \| \| Ós del Tibet (Ursus thibetanus) \| \| \| \| \| \| Ós negre americà (Ursus americanus) \| \| \| \| |
|  | |
|  | Ós del Tibet (Ursus thibetanus)                                                                         |
|  | |
|  | Ós negre americà (Ursus americanus)                                                                     |
|  | |

|  | Ós del Tibet (Ursus thibetanus)     |
|  |                                     |
|  | Ós negre americà (Ursus americanus) |
|  |                                     |

|  | Ós polar (Ursus maritimus) |
|  |                            |
|  | Ós bru (Ursus arctos)      |
|  |                            |

|  | Ós malai (Helarctos malayanus)                                                                          |
|  | |
|  | \| \| Ós del Tibet (Ursus thibetanus) \| \| \| \| \| \| Ós negre americà (Ursus americanus) \| \| \| \| |
|  | |
|  | Ós del Tibet (Ursus thibetanus)                                                                         |
|  | |
|  | Ós negre americà (Ursus americanus)                                                                     |
|  | |

|  | Ós del Tibet (Ursus thibetanus)     |
|  |                                     |
|  | Ós negre americà (Ursus americanus) |
|  |                                     |

|  | Ós polar (Ursus maritimus) |
|  |                            |
|  | Ós bru (Ursus arctos)      |
|  |                            |

|  | Ós malai (Helarctos malayanus)                                                                          |
|  | |
|  | \| \| Ós del Tibet (Ursus thibetanus) \| \| \| \| \| \| Ós negre americà (Ursus americanus) \| \| \| \| |
|  | |
|  | Ós del Tibet (Ursus thibetanus)                                                                         |
|  | |
|  | Ós negre americà (Ursus americanus)                                                                     |
|  | |

|  | Ós del Tibet (Ursus thibetanus)     |
|  |                                     |
|  | Ós negre americà (Ursus americanus) |
|  |                                     |

|  | Ós polar (Ursus maritimus) |
|  |                            |
|  | Ós bru (Ursus arctos)      |
|  |                            |

|  | Ós malai (Helarctos malayanus)                                                                          |
|  | |
|  | \| \| Ós del Tibet (Ursus thibetanus) \| \| \| \| \| \| Ós negre americà (Ursus americanus) \| \| \| \| |
|  | |
|  | Ós del Tibet (Ursus thibetanus)                                                                         |
|  | |
|  | Ós negre americà (Ursus americanus)                                                                     |
|  | |

|  | Ós del Tibet (Ursus thibetanus)     |
|  |                                     |
|  | Ós negre americà (Ursus americanus) |
|  |                                     |

|  | Ós polar (Ursus maritimus) |
|  |                            |
|  | Ós bru (Ursus arctos)      |
|  |                            |

|  | Ós malai (Helarctos malayanus)                                                                          |
|  | |
|  | \| \| Ós del Tibet (Ursus thibetanus) \| \| \| \| \| \| Ós negre americà (Ursus americanus) \| \| \| \| |
|  | |
|  | Ós del Tibet (Ursus thibetanus)                                                                         |
|  | |
|  | Ós negre americà (Ursus americanus)                                                                     |
|  | |

|  | Ós del Tibet (Ursus thibetanus)     |
|  |                                     |
|  | Ós negre americà (Ursus americanus) |
|  |                                     |

|  | Ós polar (Ursus maritimus) |
|  |                            |
|  | Ós bru (Ursus arctos)      |
|  |                            |

|  | Ós malai (Helarctos malayanus)                                                                          |
|  | |
|  | \| \| Ós del Tibet (Ursus thibetanus) \| \| \| \| \| \| Ós negre americà (Ursus americanus) \| \| \| \| |
|  | |
|  | Ós del Tibet (Ursus thibetanus)                                                                         |
|  | |
|  | Ós negre americà (Ursus americanus)                                                                     |
|  | |

|  | Ós del Tibet (Ursus thibetanus)     |
|  |                                     |
|  | Ós negre americà (Ursus americanus) |
|  |                                     |

|  | Ós polar (Ursus maritimus) |
|  |                            |
|  | Ós bru (Ursus arctos)      |
|  |                            |

|  | Ós malai (Helarctos malayanus)                                                                          |
|  | |
|  | \| \| Ós del Tibet (Ursus thibetanus) \| \| \| \| \| \| Ós negre americà (Ursus americanus) \| \| \| \| |
|  | |
|  | Ós del Tibet (Ursus thibetanus)                                                                         |
|  | |
|  | Ós negre americà (Ursus americanus)                                                                     |
|  | |

|  | Ós del Tibet (Ursus thibetanus)     |
|  |                                     |
|  | Ós negre americà (Ursus americanus) |
|  |                                     |

|  | Ós polar (Ursus maritimus) |
|  |                            |
|  | Ós bru (Ursus arctos)      |
|  |                            |

|  | Ós malai (Helarctos malayanus)                                                                          |
|  | |
|  | \| \| Ós del Tibet (Ursus thibetanus) \| \| \| \| \| \| Ós negre americà (Ursus americanus) \| \| \| \| |
|  | |
|  | Ós del Tibet (Ursus thibetanus)                                                                         |
|  | |
|  | Ós negre americà (Ursus americanus)                                                                     |
|  | |

|  | Ós del Tibet (Ursus thibetanus)     |
|  |                                     |
|  | Ós negre americà (Ursus americanus) |
|  |                                     |

|  | Ós polar (Ursus maritimus) |
|  |                            |
|  | Ós bru (Ursus arctos)      |
|  |                            |

|  | Ós malai (Helarctos malayanus)                                                                          |
|  | |
|  | \| \| Ós del Tibet (Ursus thibetanus) \| \| \| \| \| \| Ós negre americà (Ursus americanus) \| \| \| \| |
|  | |
|  | Ós del Tibet (Ursus thibetanus)                                                                         |
|  | |
|  | Ós negre americà (Ursus americanus)                                                                     |
|  | |

|  | Ós del Tibet (Ursus thibetanus)     |
|  |                                     |
|  | Ós negre americà (Ursus americanus) |
|  |                                     |

|  | Ós polar (Ursus maritimus) |
|  |                            |
|  | Ós bru (Ursus arctos)      |
|  |                            |

|  | Ós malai (Helarctos malayanus)                                                                          |
|  | |
|  | \| \| Ós del Tibet (Ursus thibetanus) \| \| \| \| \| \| Ós negre americà (Ursus americanus) \| \| \| \| |
|  | |
|  | Ós del Tibet (Ursus thibetanus)                                                                         |
|  | |
|  | Ós negre americà (Ursus americanus)                                                                     |
|  | |

|  | Ós del Tibet (Ursus thibetanus)     |
|  |                                     |
|  | Ós negre americà (Ursus americanus) |
|  |                                     |

|  | Ós polar (Ursus maritimus) |
|  |                            |
|  | Ós bru (Ursus arctos)      |
|  |                            |

|  | Ós malai (Helarctos malayanus)                                                                          |
|  | |
|  | \| \| Ós del Tibet (Ursus thibetanus) \| \| \| \| \| \| Ós negre americà (Ursus americanus) \| \| \| \| |
|  | |
|  | Ós del Tibet (Ursus thibetanus)                                                                         |
|  | |
|  | Ós negre americà (Ursus americanus)                                                                     |
|  | |

|  | Ós del Tibet (Ursus thibetanus)     |
|  |                                     |
|  | Ós negre americà (Ursus americanus) |
|  |                                     |

|  | Ós polar (Ursus maritimus) |
|  |                            |
|  | Ós bru (Ursus arctos)      |
|  |                            |

|  | Ós malai (Helarctos malayanus)                                                                          |
|  | |
|  | \| \| Ós del Tibet (Ursus thibetanus) \| \| \| \| \| \| Ós negre americà (Ursus americanus) \| \| \| \| |
|  | |
|  | Ós del Tibet (Ursus thibetanus)                                                                         |
|  | |
|  | Ós negre americà (Ursus americanus)                                                                     |
|  | |

|  | Ós del Tibet (Ursus thibetanus)     |
|  |                                     |
|  | Ós negre americà (Ursus americanus) |
|  |                                     |

|  | Ós polar (Ursus maritimus) |
|  |                            |
|  | Ós bru (Ursus arctos)      |
|  |                            |

|  | Ós malai (Helarctos malayanus)                                                                          |
|  | |
|  | \| \| Ós del Tibet (Ursus thibetanus) \| \| \| \| \| \| Ós negre americà (Ursus americanus) \| \| \| \| |
|  | |
|  | Ós del Tibet (Ursus thibetanus)                                                                         |
|  | |
|  | Ós negre americà (Ursus americanus)                                                                     |
|  | |

|  | Ós del Tibet (Ursus thibetanus)     |
|  |                                     |
|  | Ós negre americà (Ursus americanus) |
|  |                                     |

|  | Ós polar (Ursus maritimus) |
|  |                            |
|  | Ós bru (Ursus arctos)      |
|  |                            |

|  | Ós malai (Helarctos malayanus)                                                                          |
|  | |
|  | \| \| Ós del Tibet (Ursus thibetanus) \| \| \| \| \| \| Ós negre americà (Ursus americanus) \| \| \| \| |
|  | |
|  | Ós del Tibet (Ursus thibetanus)                                                                         |
|  | |
|  | Ós negre americà (Ursus americanus)                                                                     |
|  | |

|  | Ós del Tibet (Ursus thibetanus)     |
|  |                                     |
|  | Ós negre americà (Ursus americanus) |
|  |                                     |

|  | Ós polar (Ursus maritimus) |
|  |                            |
|  | Ós bru (Ursus arctos)      |
|  |                            |

|  | Ós malai (Helarctos malayanus)                                                                          |
|  | |
|  | \| \| Ós del Tibet (Ursus thibetanus) \| \| \| \| \| \| Ós negre americà (Ursus americanus) \| \| \| \| |
|  | |
|  | Ós del Tibet (Ursus thibetanus)                                                                         |
|  | |
|  | Ós negre americà (Ursus americanus)                                                                     |
|  | |

|  | Ós del Tibet (Ursus thibetanus)     |
|  |                                     |
|  | Ós negre americà (Ursus americanus) |
|  |                                     |

|  | Ós polar (Ursus maritimus) |
|  |                            |
|  | Ós bru (Ursus arctos)      |
|  |                            |

|  | Ós malai (Helarctos malayanus)                                                                          |
|  | |
|  | \| \| Ós del Tibet (Ursus thibetanus) \| \| \| \| \| \| Ós negre americà (Ursus americanus) \| \| \| \| |
|  | |
|  | Ós del Tibet (Ursus thibetanus)                                                                         |
|  | |
|  | Ós negre americà (Ursus americanus)                                                                     |
|  | |

|  | Ós del Tibet (Ursus thibetanus)     |
|  |                                     |
|  | Ós negre americà (Ursus americanus) |
|  |                                     |

|  | Ós polar (Ursus maritimus) |
|  |                            |
|  | Ós bru (Ursus arctos)      |
|  |                            |

|  | Ós malai (Helarctos malayanus)                                                                          |
|  | |
|  | \| \| Ós del Tibet (Ursus thibetanus) \| \| \| \| \| \| Ós negre americà (Ursus americanus) \| \| \| \| |
|  | |
|  | Ós del Tibet (Ursus thibetanus)                                                                         |
|  | |
|  | Ós negre americà (Ursus americanus)                                                                     |
|  | |

|  | Ós del Tibet (Ursus thibetanus)     |
|  |                                     |
|  | Ós negre americà (Ursus americanus) |
|  |                                     |

|  | Ós polar (Ursus maritimus) |
|  |                            |
|  | Ós bru (Ursus arctos)      |
|  |                            |

L'os polar i l'os bru formen un grup proper, mentre que les relacions de les altres espècies no estan gaire ben resoltes.
Una filogènesi més recent basada en l'estudi genètic de Kumar et al. (2017).
|  | \| \| Ós morrut (Melursus ursinus) \| \| \| \| \| \| Ós malai (Helarctos malayanus) \| \| \| \| |
|  |                                                                                                 |
|  | Ós del Tibet (Ursus thibetanus)                                                                 |
|  |                                                                                                 |
|  | Ós morrut (Melursus ursinus)                                                                    |
|  |                                                                                                 |
|  | Ós malai (Helarctos malayanus)                                                                  |
|  |                                                                                                 |

|  | Ós morrut (Melursus ursinus)   |
|  |                                |
|  | Ós malai (Helarctos malayanus) |
|  |                                |

|  | Ós negre americà (Ursus americanus)                                                  |
|  |                                                                                      |
|  | \| \| Ós polar (Ursus maritimus) \| \| \| \| \| \| Ós bru (Ursus arctos) \| \| \| \| |
|  |                                                                                      |
|  | Ós polar (Ursus maritimus)                                                           |
|  |                                                                                      |
|  | Ós bru (Ursus arctos)                                                                |
|  |                                                                                      |

|  | Ós polar (Ursus maritimus) |
|  |                            |
|  | Ós bru (Ursus arctos)      |
|  |                            |

|  | \| \| Ós morrut (Melursus ursinus) \| \| \| \| \| \| Ós malai (Helarctos malayanus) \| \| \| \| |
|  |                                                                                                 |
|  | Ós del Tibet (Ursus thibetanus)                                                                 |
|  |                                                                                                 |
|  | Ós morrut (Melursus ursinus)                                                                    |
|  |                                                                                                 |
|  | Ós malai (Helarctos malayanus)                                                                  |
|  |                                                                                                 |

|  | Ós morrut (Melursus ursinus)   |
|  |                                |
|  | Ós malai (Helarctos malayanus) |
|  |                                |

|  | Ós negre americà (Ursus americanus)                                                  |
|  |                                                                                      |
|  | \| \| Ós polar (Ursus maritimus) \| \| \| \| \| \| Ós bru (Ursus arctos) \| \| \| \| |
|  |                                                                                      |
|  | Ós polar (Ursus maritimus)                                                           |
|  |                                                                                      |
|  | Ós bru (Ursus arctos)                                                                |
|  |                                                                                      |

|  | Ós polar (Ursus maritimus) |
|  |                            |
|  | Ós bru (Ursus arctos)      |
|  |                            |

|  | \| \| Ós morrut (Melursus ursinus) \| \| \| \| \| \| Ós malai (Helarctos malayanus) \| \| \| \| |
|  |                                                                                                 |
|  | Ós del Tibet (Ursus thibetanus)                                                                 |
|  |                                                                                                 |
|  | Ós morrut (Melursus ursinus)                                                                    |
|  |                                                                                                 |
|  | Ós malai (Helarctos malayanus)                                                                  |
|  |                                                                                                 |

|  | Ós morrut (Melursus ursinus)   |
|  |                                |
|  | Ós malai (Helarctos malayanus) |
|  |                                |

|  | Ós negre americà (Ursus americanus)                                                  |
|  |                                                                                      |
|  | \| \| Ós polar (Ursus maritimus) \| \| \| \| \| \| Ós bru (Ursus arctos) \| \| \| \| |
|  |                                                                                      |
|  | Ós polar (Ursus maritimus)                                                           |
|  |                                                                                      |
|  | Ós bru (Ursus arctos)                                                                |
|  |                                                                                      |

|  | Ós polar (Ursus maritimus) |
|  |                            |
|  | Ós bru (Ursus arctos)      |
|  |                            |

|  | \| \| Ós morrut (Melursus ursinus) \| \| \| \| \| \| Ós malai (Helarctos malayanus) \| \| \| \| |
|  |                                                                                                 |
|  | Ós del Tibet (Ursus thibetanus)                                                                 |
|  |                                                                                                 |
|  | Ós morrut (Melursus ursinus)                                                                    |
|  |                                                                                                 |
|  | Ós malai (Helarctos malayanus)                                                                  |
|  |                                                                                                 |

|  | Ós morrut (Melursus ursinus)   |
|  |                                |
|  | Ós malai (Helarctos malayanus) |
|  |                                |

|  | Ós negre americà (Ursus americanus)                                                  |
|  |                                                                                      |
|  | \| \| Ós polar (Ursus maritimus) \| \| \| \| \| \| Ós bru (Ursus arctos) \| \| \| \| |
|  |                                                                                      |
|  | Ós polar (Ursus maritimus)                                                           |
|  |                                                                                      |
|  | Ós bru (Ursus arctos)                                                                |
|  |                                                                                      |

|  | Ós polar (Ursus maritimus) |
|  |                            |
|  | Ós bru (Ursus arctos)      |
|  |                            |

|  | \| \| Ós morrut (Melursus ursinus) \| \| \| \| \| \| Ós malai (Helarctos malayanus) \| \| \| \| |
|  |                                                                                                 |
|  | Ós del Tibet (Ursus thibetanus)                                                                 |
|  |                                                                                                 |
|  | Ós morrut (Melursus ursinus)                                                                    |
|  |                                                                                                 |
|  | Ós malai (Helarctos malayanus)                                                                  |
|  |                                                                                                 |

|  | Ós morrut (Melursus ursinus)   |
|  |                                |
|  | Ós malai (Helarctos malayanus) |
|  |                                |

|  | Ós negre americà (Ursus americanus)                                                  |
|  |                                                                                      |
|  | \| \| Ós polar (Ursus maritimus) \| \| \| \| \| \| Ós bru (Ursus arctos) \| \| \| \| |
|  |                                                                                      |
|  | Ós polar (Ursus maritimus)                                                           |
|  |                                                                                      |
|  | Ós bru (Ursus arctos)                                                                |
|  |                                                                                      |

|  | Ós polar (Ursus maritimus) |
|  |                            |
|  | Ós bru (Ursus arctos)      |
|  |                            |

|  | \| \| Ós morrut (Melursus ursinus) \| \| \| \| \| \| Ós malai (Helarctos malayanus) \| \| \| \| |
|  |                                                                                                 |
|  | Ós del Tibet (Ursus thibetanus)                                                                 |
|  |                                                                                                 |
|  | Ós morrut (Melursus ursinus)                                                                    |
|  |                                                                                                 |
|  | Ós malai (Helarctos malayanus)                                                                  |
|  |                                                                                                 |

|  | Ós morrut (Melursus ursinus)   |
|  |                                |
|  | Ós malai (Helarctos malayanus) |
|  |                                |

|  | Ós negre americà (Ursus americanus)                                                  |
|  |                                                                                      |
|  | \| \| Ós polar (Ursus maritimus) \| \| \| \| \| \| Ós bru (Ursus arctos) \| \| \| \| |
|  |                                                                                      |
|  | Ós polar (Ursus maritimus)                                                           |
|  |                                                                                      |
|  | Ós bru (Ursus arctos)                                                                |
|  |                                                                                      |

|  | Ós polar (Ursus maritimus) |
|  |                            |
|  | Ós bru (Ursus arctos)      |
|  |                            |

|  | \| \| Ós morrut (Melursus ursinus) \| \| \| \| \| \| Ós malai (Helarctos malayanus) \| \| \| \| |
|  |                                                                                                 |
|  | Ós del Tibet (Ursus thibetanus)                                                                 |
|  |                                                                                                 |
|  | Ós morrut (Melursus ursinus)                                                                    |
|  |                                                                                                 |
|  | Ós malai (Helarctos malayanus)                                                                  |
|  |                                                                                                 |

|  | Ós morrut (Melursus ursinus)   |
|  |                                |
|  | Ós malai (Helarctos malayanus) |
|  |                                |

|  | Ós negre americà (Ursus americanus)                                                  |
|  |                                                                                      |
|  | \| \| Ós polar (Ursus maritimus) \| \| \| \| \| \| Ós bru (Ursus arctos) \| \| \| \| |
|  |                                                                                      |
|  | Ós polar (Ursus maritimus)                                                           |
|  |                                                                                      |
|  | Ós bru (Ursus arctos)                                                                |
|  |                                                                                      |

|  | Ós polar (Ursus maritimus) |
|  |                            |
|  | Ós bru (Ursus arctos)      |
|  |                            |

|  | \| \| Ós morrut (Melursus ursinus) \| \| \| \| \| \| Ós malai (Helarctos malayanus) \| \| \| \| |
|  |                                                                                                 |
|  | Ós del Tibet (Ursus thibetanus)                                                                 |
|  |                                                                                                 |
|  | Ós morrut (Melursus ursinus)                                                                    |
|  |                                                                                                 |
|  | Ós malai (Helarctos malayanus)                                                                  |
|  |                                                                                                 |

|  | Ós morrut (Melursus ursinus)   |
|  |                                |
|  | Ós malai (Helarctos malayanus) |
|  |                                |

|  | Ós negre americà (Ursus americanus)                                                  |
|  |                                                                                      |
|  | \| \| Ós polar (Ursus maritimus) \| \| \| \| \| \| Ós bru (Ursus arctos) \| \| \| \| |
|  |                                                                                      |
|  | Ós polar (Ursus maritimus)                                                           |
|  |                                                                                      |
|  | Ós bru (Ursus arctos)                                                                |
|  |                                                                                      |

|  | Ós polar (Ursus maritimus) |
|  |                            |
|  | Ós bru (Ursus arctos)      |
|  |                            |

L'estudi conclou que els óssos ursins van originar-se fa uns cinc milions d'anys i mostren una hibridació extensa d'espècies en el seu llinatge.

## Reproducció

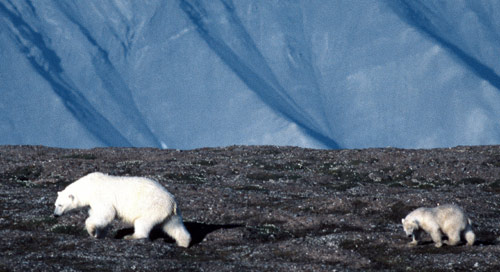
Mare amb un cadell a les illes Svalbard

El període d'aparellament (únic en què els ossos d'ambdós sexes es reuneixen i tracten de forma amistosa) és entre abril i maig, però els òvuls no es fertilitzen i es comencen a desenvolupar fins al setembre aproximadament, en el que es coneix com a implantació diferida. Durant aquest temps, la femella tracta d'emmagatzemar la major quantitat de greix possible.
Només les femelles prenyades busquen refugi durant l'hivern (encara que no hibernen), donant a llum una o dues cries durant l'hivern en un refugi excavat en el gel. La resta dels individus segueixen sent actius malgrat la foscor i fred extrem que regnen en l'ambient, i vagabundegen a la recerca de menjar sobre la plataforma gelada. Les mares no mengen res durant aquest període, sinó que viuen del greix que han acumulat en el seu cos durant l'hivern, mentre que els cadells s'alimenten de la llet materna. Això ocasiona en les mares una forta pèrdua de pes, que han de recuperar durant l'estiu.
Les cries neixen a l'octubre, després d'una gestació sorprenentment curta. En néixer mesuren amb prou feines 30 cm d'alçada i pesen 700 g, no tenen dents, són cegues, i totalment desvalgudes. En el curs de cinc mesos creixen ràpidament, de tal manera que a l'inici de l'estiu poden seguir perfectament a la mare (aquesta està extraordinàriament prima i famolenca després del dejuni, (en el qual pot perdre la meitat del seu pes inicial). Passen altres cinc mesos al costat d'ella, aprenent a localitzar menjar i a protegir-se dels mascles adults, que a vegades ocasions maten i mengen ossalls. Alguns arriben a conviure amb la seva mare fins als dos o dos anys i mig d'edat, i maduren sexualment entre els 3 i els 4 anys.

## Mortalitat
Els óssos polars poden viure fins a 30 anys. La llarga vida de l'ós i la seva capacitat de produir cries constantment compensa la mort de cadells en una població. Alguns cadells moren a les lladres o a l'úter si la femella no està en bones condicions. No obstant això, la femella té l'oportunitat de produir una ventrada supervivent la primavera següent si pot menjar millor l'any vinent. Els cadells finalment moriran de fam si les seves mares no poden matar prou preses. Els cadells també s'enfronten a amenaces de llops i óssos mascles adults. Els mascles maten els cadells per fer tornar la seva mare en zel, però també maten els joves fora de la temporada de reproducció per menjar. Una femella i les seves cries poden fugir del mascle més lent. Si el mascle pot acostar-se a un cadell, la mare pot intentar defensar-lo, de vegades a costa de la seva vida.
Els óssos subadults, que són independents, però no del tot madurs, passen per un moment particularment difícil, ja que no són caçadors tan exitosos com els adults. Fins i tot quan tenen èxit, és probable que un ós més gran els robin la presa. Per tant, els subadults han de carronyar i sovint tenen un pes inferior al normal i corren risc de morir de fam. A l'edat adulta, els óssos polars tenen una alta taxa de supervivència, tot i que els mascles adults pateixen ferides per les baralles per les femelles. Els óssos polars són especialment susceptibles a la Trichinella, un cuc rodó paràsit que contreuen a través del canibalisme.

## Estat de conservació

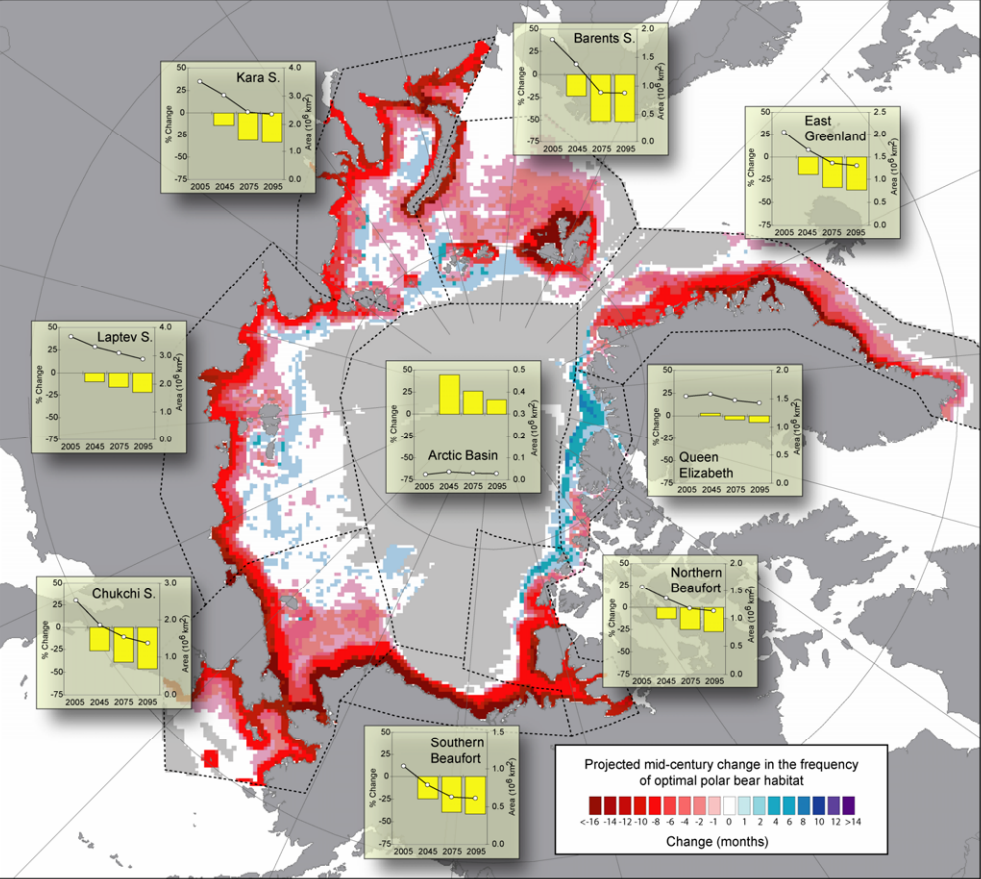
Mapa del Servei Geològic dels Estats Units mostra els canvis projectats en l'hàbitat de l'os polar del 2001 al 2010 i del 2041 al 2050.

El 2015, la Llista Vermella de la UICN va classificar l'os polar com a vulnerable a causa d'un "descens en l'àrea d'ocupació, l'extensió de la presència i/o la qualitat de l'hàbitat". Va estimar la població total entre 22.000 i 31.000 individus, i la tendència actual de la població és desconeguda. Les amenaces per a les poblacions d'óssos polars inclouen el canvi climàtic, la contaminació i el desenvolupament energètic.
El 2021, el Grup Especialista en Óssos Polars de la UICN/SSC va etiquetar quatre subpoblacions (Mar de Barentsz i Txuktxi, Conca de Foxe i Golf de Boothia) com a "probablement estables", dues (Conca de Kane i Canal de M'Clintock) com a "probablement en augment" i tres (Mar de Beaufort Meridional, Badia de Hudson Meridional i Occidental) com a "probablement disminuïdes" durant períodes específics entre els anys 80 i els 2010. Les deu restants no tenien prou dades. Un estudi del 2008 va predir que dos terços dels óssos polars del món podrien desaparèixer el 2050, basant-se en la disminució del gel marí àrtic, i només una població probablement sobreviuria en 50 anys. Un estudi del 2016 va projectar una probable disminució del nombre d'óssos polars de més del 30 per cent en tres generacions. L'estudi va concloure que disminucions de més del 50 per cent són molt menys probables. Una revisió del 2012 va suggerir que els óssos polars podrien extingir-se regionalment a les zones del sud el 2050 si les tendències continuen, deixant l'Arxipèlag Canadenc i el nord de Groenlàndia com a bastions.
Un estudi del 2020 va concloure que un escenari de pitjor cas portaria a la desaparició de la majoria de les subpoblacions el 2100, mentre que una via intermèdia encara veuria l'extirpació d'algunes subpoblacions dins del mateix període de temps.
El perill clau del canvi climàtic és la malnutrició o la fam a causa de la pèrdua d'hàbitat. Els óssos polars cacen foques al gel marí, i l'augment de les temperatures fa que el gel es fongui abans d'hora, empenyent els óssos a la costa abans que hagin acumulat reserves de greix suficients per sobreviure al període d'escassetat d'aliments a finals d'estiu i principis de tardor. El gel marí més prim tendeix a trencar-se amb més facilitat, cosa que dificulta l'accés de l'ós polar a les foques. Una alimentació insuficient comporta taxes de reproducció més baixes en les femelles adultes i taxes de supervivència més baixes en les cries i els óssos joves. La manca d'accés a les foques també fa que els óssos busquin menjar a terra, cosa que augmenta el risc de conflicte amb els humans. Un estudi del 2024 va concloure que un major consum d'aliments terrestres durant els períodes càlids més llargs és poc probable que proporcioni prou aliment, augmentant el risc de fam durant els períodes sense gel. Els óssos subadults serien particularment vulnerables.

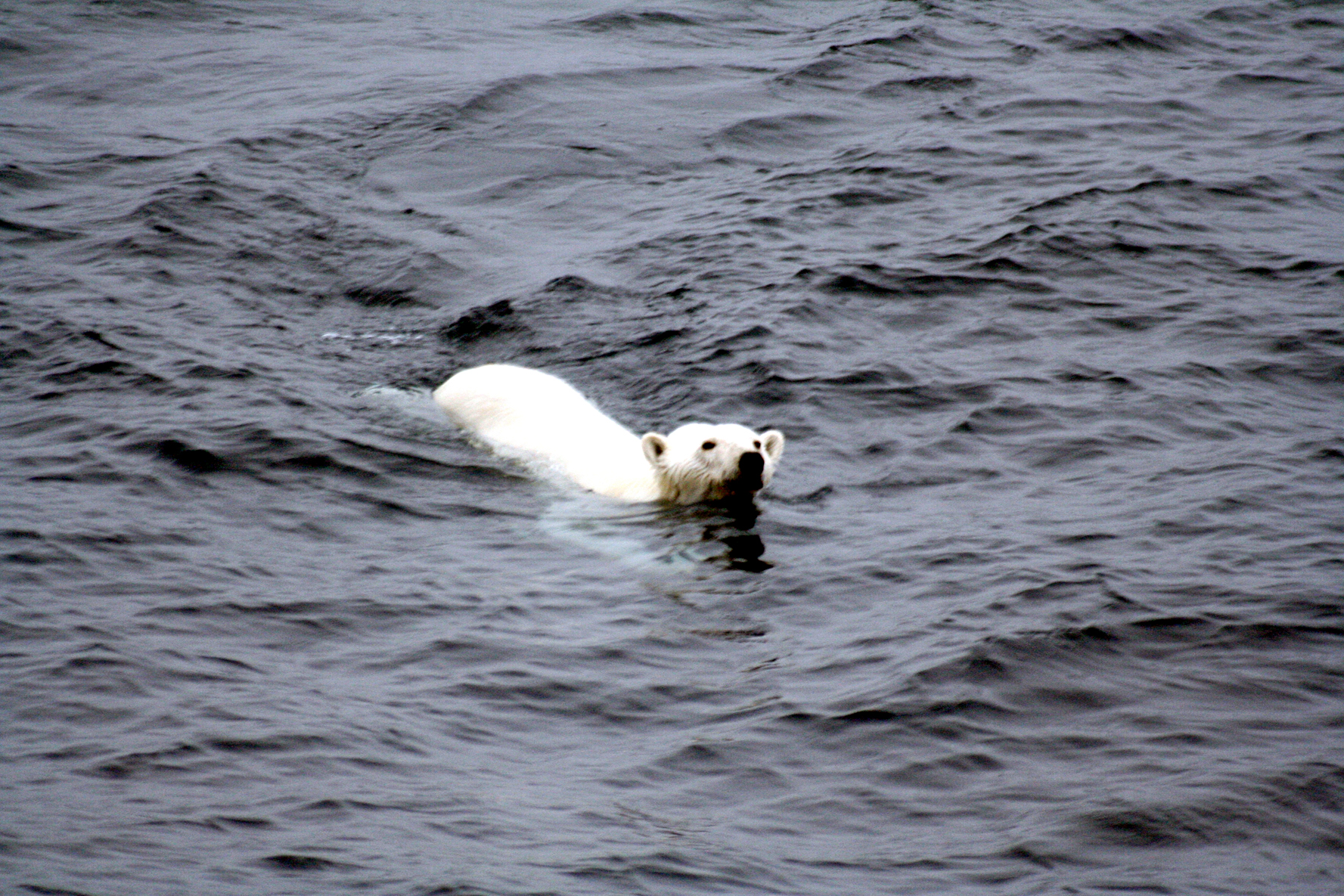
Ós polar nedant. La pèrdua de gel marí ha comportat més aigua oberta i més pressió sobre els óssos per nedar grans distàncies.

La reducció de la capa de gel marí també obliga els óssos a nedar distàncies més llargues, cosa que redueix encara més les seves reserves d'energia i ocasionalment provoca ofegaments. L'augment de la mobilitat del gel pot resultar en llocs menys estables pels caus o distàncies més llargues per a les mares que viatgen cap a i des de les llodrigueres a terra. El desgel del permagel comportaria teulades més propenses al foc per als óssos que fan el cau sota terra. Menys neu pot afectar l'aïllament mentre que més pluja podria causar més esfondraments. La capacitat màxima d'unió de corticoesteroides en el sèrum de l'os polar es correlaciona amb l'estrès en els óssos polars, i això ha augmentat amb l'escalfament climàtic. Els bacteris i paràsits causants de malalties proliferarien més fàcilment en un clima més càlid.
El desenvolupament de petroli i gas també afecta l'hàbitat de l'os polar. Es va trobar que l'Àrea de Planificació del Mar de Txuktxi del nord-oest d'Alaska, que ha tingut molts arrendaments de perforació, era un lloc important per a les femelles que feien caus. Els vessament de petroli també són un risc. Un estudi del 2018 va trobar que el deu per cent o menys de l'hàbitat principal de l'ós al Mar de Txuktxi és vulnerable a un vessament potencial, però un vessament a ple abast podria afectar gairebé el 40 per cent de la població d'óssos polars. Els óssos polars acumulen alts nivells de contaminant orgànic persistents com el bifenil policlorat (PCBs) i els pesticides clorats, a causa de la seva posició al capdamunt de la piràmide ecològica. Molts d'aquests productes químics han estat prohibits internacionalment com a resultat del reconeixement del seu dany al medi ambient. Les traces d'ells han disminuït lentament en els óssos polars, però persisteixen i fins i tot han augmentat en algunes poblacions.
Els óssos polars reben certa protecció legal a tots els països que habiten. L'espècie ha estat etiquetada com a amenaçada sota la Llei d'Espècies en Perill d'Extinció dels EUA de 1973 des del 2008, mentre que el Comitè sobre l'Estat de la Fauna Salvatge en Perill d'Extinció del Canadà el va catalogar com a "Preocupació especial" des del 1991. El 1973, l'Acord Sobre la Conservació dels Ossos Polars va ser signat per les cinc nacions amb poblacions d'óssos polars: Canadà, Dinamarca (del qual Groenlàndia és un territori autònom), Rússia (aleshores URSS), Noruega i els EUA. Aquest acord va prohibir la major part de la caça d'óssos polars, va permetre la caça indígena amb mètodes tradicionals i va promoure la preservació de l'hàbitat dels óssos. La Convenció sobre el Comerç Internacional d'Espècies Amenaçades de Fauna i Flora Silvestres inclou l'espècie a l'Apèndix II, que permet el comerç regulat.

## Relació amb els humans
Els óssos polars han coexistit i interactuat amb els pobles circumpolars durant mil·lennis. Els "óssos blancs" són mencionats com a articles comercials al llibre japonès Nihon Shoki al segle VII. No és clar si eren óssos polars o óssos bruns de color blanc. Durant l'Edat Mitjana, els europeus consideraven els óssos blancs una novetat i estaven més familiaritzats amb els óssos de color bru i negre. El primer relat escrit conegut de l'ós polar en el seu entorn natural es troba al text noruec anònim del segle XIII Konungs skuggsjá, que menciona que "l'ós blanc de Groenlàndia vaga la major part del temps sobre el gel del mar, caçant foques i balenes i alimentant-se'n" i diu que l'ós és "un nedador tan hàbil com qualsevol foca o balena"

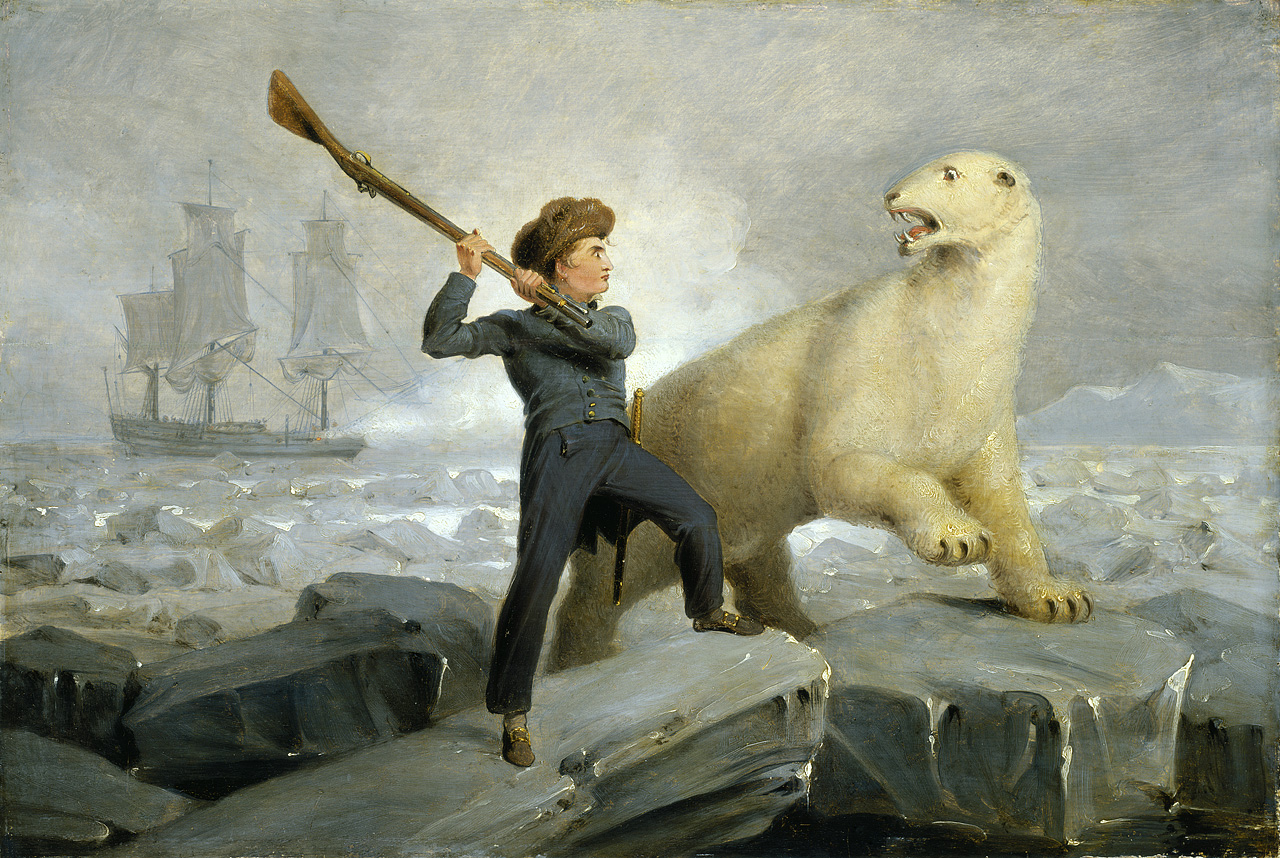
Nelson i l'ós, per Richard Westall (1809)

Durant els segles següents, diversos exploradors europeus mencionarien els óssos polars i descriurien els seus hàbits. Aquests relats es van fer més precisos després de la Il·lustració, i es van portar exemplars vius i morts. No obstant això, van continuar alguns informes fantasiosos, inclosa la idea que els óssos polars es tapen el nas durant la caça. Un dibuix relativament precís d'un ós polar es troba a l'obra d'Henry Ellis A Voyage to Hudson's Bay (1748). Els óssos polars van ser classificats formalment com a espècie per Constantine Phipps després del seu viatge a l'Àrtic el 1773. L'acompanyava un jove Horatio Nelson, del qual es deia que volia aconseguir una pell d'ós polar per al seu pare, però va fracassar en la seva caça. A la seva edició de 1785 dHistoire Naturelle, Comte de Buffon menciona i representa un "ós marí", clarament un ós polar, i "óssos terrestres", probablement óssos bruns i negres. Això va ajudar a promoure idees sobre l'especiació. Buffon també va mencionar un "ós blanc del bosc", possiblement un ós de Kermode.

### Explotació

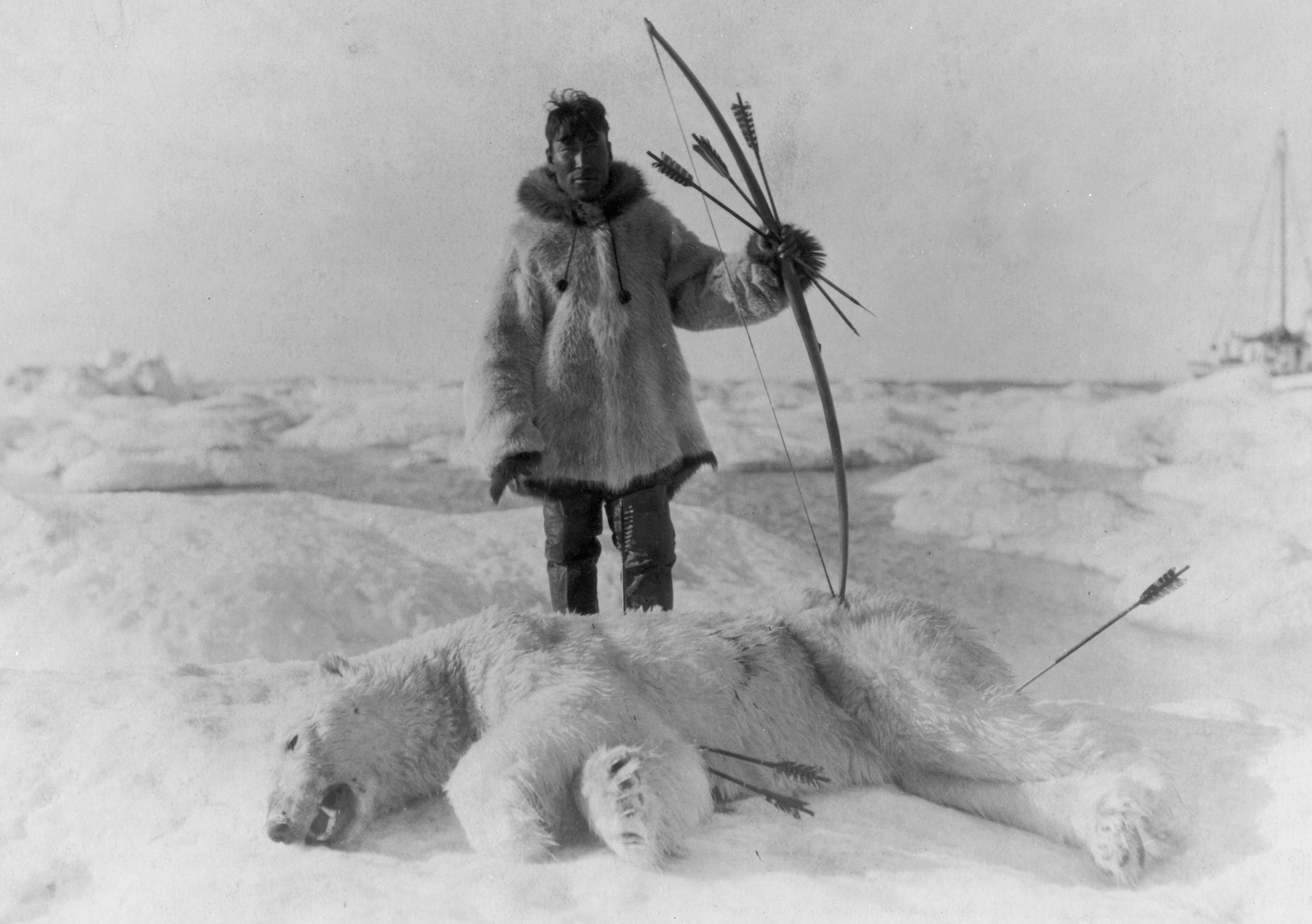
Caçador amb un ós polar mort amb arc i fletxa a Alaska (1924)

Els óssos polars van ser caçats fa almenys 8.000 anys, tal com indiquen restes arqueològiques a l'illa de Zhokhov al mar de la Sibèria Oriental. La representació gràfica més antiga d'un ós polar el mostra sent caçat per un home amb tres gossos. Aquest art rupestre es trobava entre diversos petròglifs trobats a Pegtymel a Sibèria i data del segle V al VIII. Abans de l'accés a les armes de foc, els pobles natius utilitzaven llances, arcs i fletxes i caçaven en grups acompanyats de gossos. Tot i que la caça es feia normalment a peu, algunes persones mataven óssos nedant des de vaixells amb un arpó. Els óssos polars de vegades eren morts a les seves llodrigueres. Matar un ós polar es considerava un ritu de pas per als nois en algunes cultures. Els pobles natius respectaven l'animal i les caceres estaven subjectes a rituals estrictes. Els óssos eren capturats per la pell, la carn, el greix, els tendons, els ossos i les dents. La pell es portava i s'hi dormia, mentre que els ossos i les dents es convertien en eines. Per als netsilik, la persona que finalment matava l'ós tenia dret a la seva pell, mentre que la carn es passava a tots els del grup. Algunes persones es quedaven amb les cries dels óssos morts.

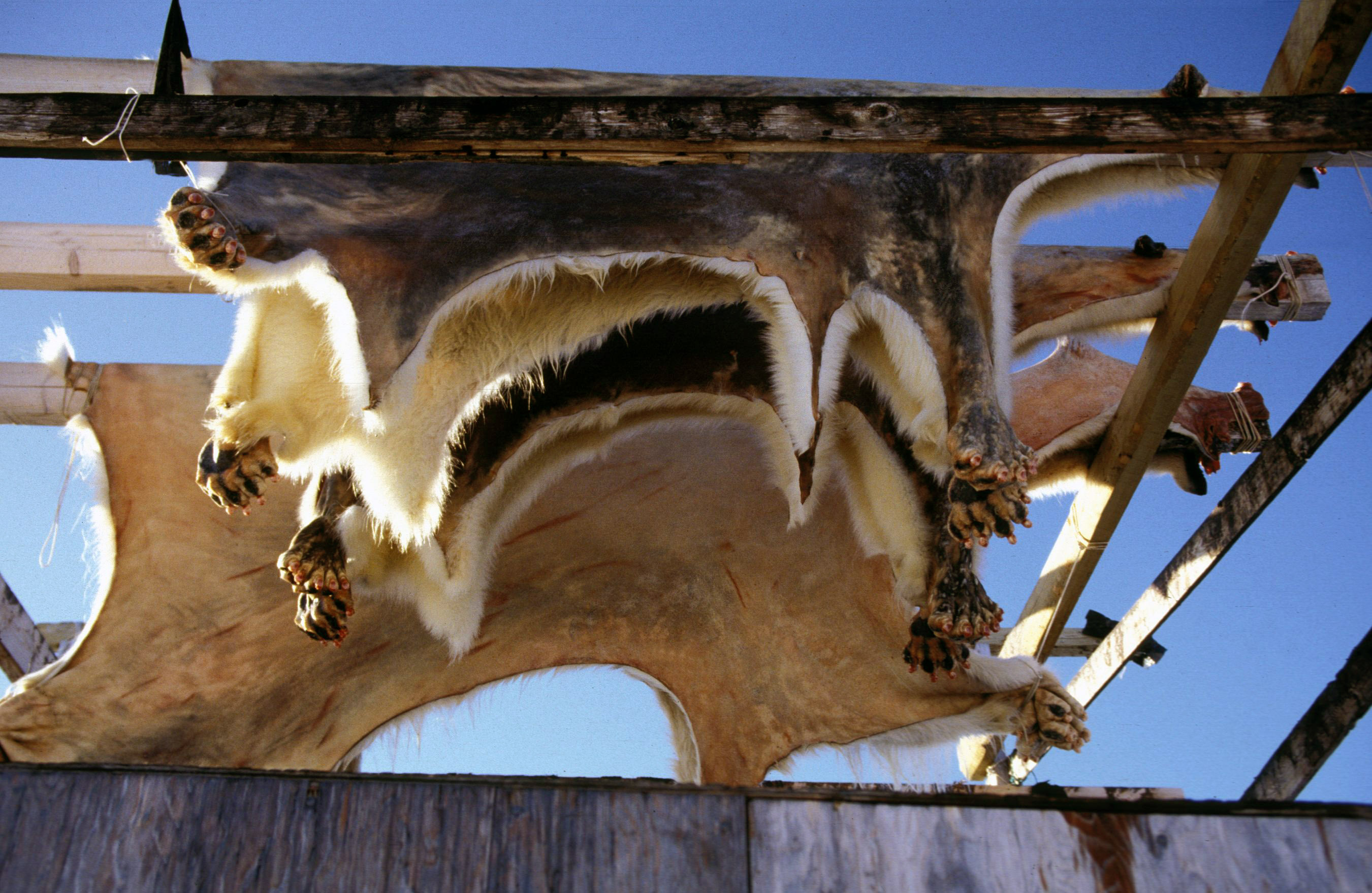
Pells d'óssos caçats a Groenlàndia

Els nòrdics a Groenlàndia comerciaven amb pells d'ós polar a l'Edat Mitjana. Rússia comerciava amb productes d'ós polar ja el 1556, amb Nova Zembla i Terra de Francesc Josep com a importants centres comercials. La caça a gran escala d'óssos a Svalbard es va produir almenys des del segle XVIII, quan no menys de 150 óssos eren morts cada any per exploradors russos. Al segle següent, més caçadors noruecs capturaven els óssos a l'illa. Des de la dècada de 1870 fins a la dècada de 1970, es van caçar al voltant de 22.000 animals en total. Més de 150.000 óssos polars en total van ser morts o capturats a Rússia i Svalbard, des del segle XVIII fins al segle XX. A l'Àrtic canadenc, els óssos eren capturats per baleners comercials, especialment si no podien obtenir prou balenes. S'estima que la Companyia de la Badia de Hudson va vendre 15.000 abrics de pell d'ós polar entre finals del segle XIX i principis del segle XX. A mitjan segle xx, els països van començar a regular la captura d'óssos polars, culminant amb l'acord de 1973.
La carn d'ós polar era menjada habitualment com a racions per exploradors i mariners a l'Àrtic, amb valoracions molt variades. Alguns l'han descrit com massa basta i amb una olor forta per menjar, mentre que altres l'han elogiat com un "plat reial". El fetge era conegut per ser massa tòxic per menjar. Això es deu a l'acumulació de vitamina A de les preses dels óssos. El greix d'ós polar també s'utilitzava en llànties quan no hi havia altre combustible disponible Les catifes de pell d'ós polar eren gairebé omnipresents als terres de les esglésies noruegues als segles XIII i XIV. En temps més moderns, actors clàssics de Hollywood posaven sobre catifes de pell d'ós, com feu Marilyn Monroe. Aquestes imatges sovint tenien connotacions sexuals.

### Conflictes

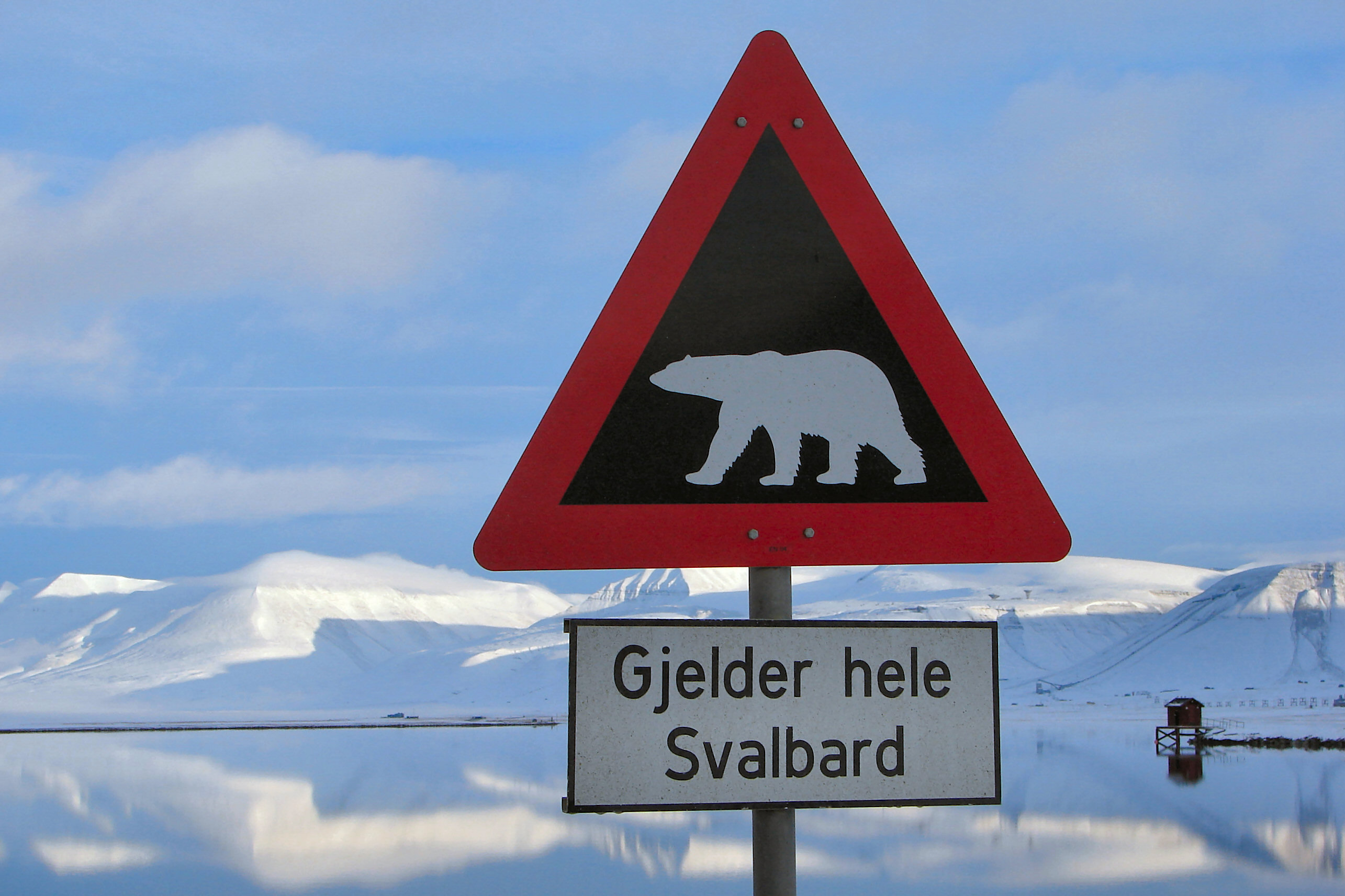
Senyal de trànsit que adverteix sobre la presència d'óssos polars. El text noruec es tradueix com "S'aplica a tot Svalbard".

Quan el gel marí es fon, els óssos polars, particularment els subadults, entren en conflicte amb els humans per recursos a terra. Se senten atrets per l'olor dels aliments fets per humans, especialment als abocadors, i poden ser disparats quan envaeixen la propietat privada. A Churchill (Manitoba), les autoritats locals mantenen una "presó d'óssos polars" on els óssos problemàtics són retinguts fins que el gel marí es torna a congelar. El canvi climàtic ha augmentat els conflictes entre les dues espècies. Més de 50 óssos polars van envair una ciutat a Nova Zembla el febrer de 2019, cosa que va portar les autoritats locals a declarar l'estat d'emergència
Des de 1870 fins a 2014, es van estimar 73 atacs d'óssos polars a humans, que van provocar 20 morts. La majoria dels atacs van ser per mascles famolencs, generalment subadults, mentre que els atacs de femelles solien ser en defensa de les cries. En comparació amb els óssos bruns i els óssos negres americans, els atacs d'óssos polars eren més sovint a prop i al voltant d'on vivien els humans. Això pot ser degut al fet que els óssos es desesperen per menjar i, per tant, és més probable que busquin assentaments humans. Igual que amb les altres dues espècies d'óssos, és poc probable que els óssos polars ataquin més de dues persones alhora. Tot i que popularment es considera l'ós més perillós, l'ós polar no és més agressiu amb els humans que altres espècies.

### Captivitat

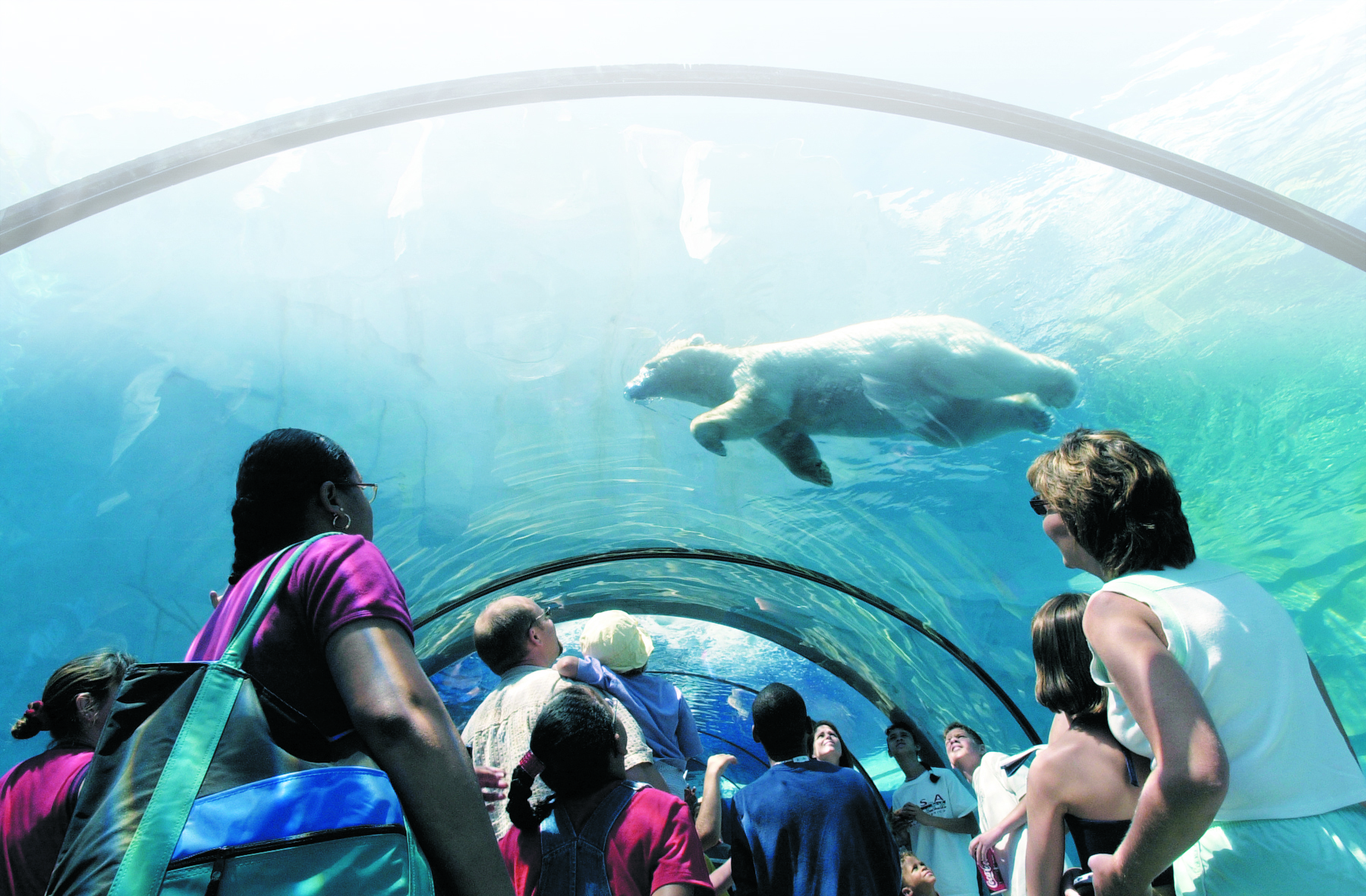
Visitants observant óssos polars sota un túnel de plexiglàs al Zoològic de Detroit

L'ós polar va ser durant molt de temps una espècie particularment buscada per col·leccionistes d'animals exòtics, ja que era relativament rar i vivia en llocs remots, i tenia reputació de bèstia ferotge. És un dels pocs mamífers marins que es reprodueix bé en captivitat. Originalment només eren mantinguts per reialesa i elits. La Torre de Londres va tenir un ós polar ja el 1252 sota el regnat d'Enric III d'Anglaterra. El 1609, Jaume VI d'Escòcia i I d'Anglaterra i Irlanda va rebre dos cadells d'ós polar del mariner Jonas Poole, que els havia aconseguit durant un viatge a Svalbard. A finals del segle XVII, Frederic I de Prússia allotjava óssos polars en menageries (casetes de fira) amb altres animals salvatges. Els hi feia treure les urpes i els canins per permetre'ls fer baralles simulades de manera segura. Al voltant del 1726, Caterina I de Rússia va regalar dos óssos polars a August II el Fort de Polònia, que els desitjava per a la seva col·lecció d'animals. Més tard, els óssos polars van ser exhibits al públic en zoos i circs. A principis del segle XIX, l'espècie es va exhibir a l'Exeter Exchange de Londres, així com en menageries a Viena i París. El primer zoològic d'Amèrica del Nord que va exhibir un ós polar va ser el Zoològic de Filadèlfia el 1859.
Les exhibicions d'óssos polars van ser innovades per Carl Hagenbeck, que va substituir les gàbies i els fossos per entorns que imitaven l'hàbitat natural de l'animal. El 1907, va revelar una complexa estructura panoràmica al Tierpark Hagenbeck d'Hamburg que consistia en exhibicions fetes de neu i gel artificials separades per fossats. Diferents animals polars es mostraven a cada plataforma, donant la il·lusió que vivien junts. A partir del 1975, el Zoològic de Hellabrunn a Munic va allotjar els seus óssos polars en una exhibició que consistia en una barrera de vidre, una casa, plataformes de formigó que imitaven plaques de gel i una gran piscina. Dins de la casa hi havia llodrigueres de maternitat i sales perquè el personal preparés i emmagatzemés el menjar. L'exhibició estava connectada a un pati exterior per tenir més espai. Exhibicions naturalistes i "immersives" similars es van obrir a principis del segle XXI, com l'"Anell de Vida Àrtic" al Zoològic de Detroit i l'Hàbitat d'Óssos Polars de Cochrane (Ontario). Molts zoològics d'Europa i Amèrica del Nord han deixat de mantenir óssos polars a causa de la mida i els costos de les seves complexes exhibicions. A Amèrica del Nord, la població d'óssos polars als zoològics va assolir el seu punt àlgid el 1975 amb 229 animals i va disminuir al segle XXI.

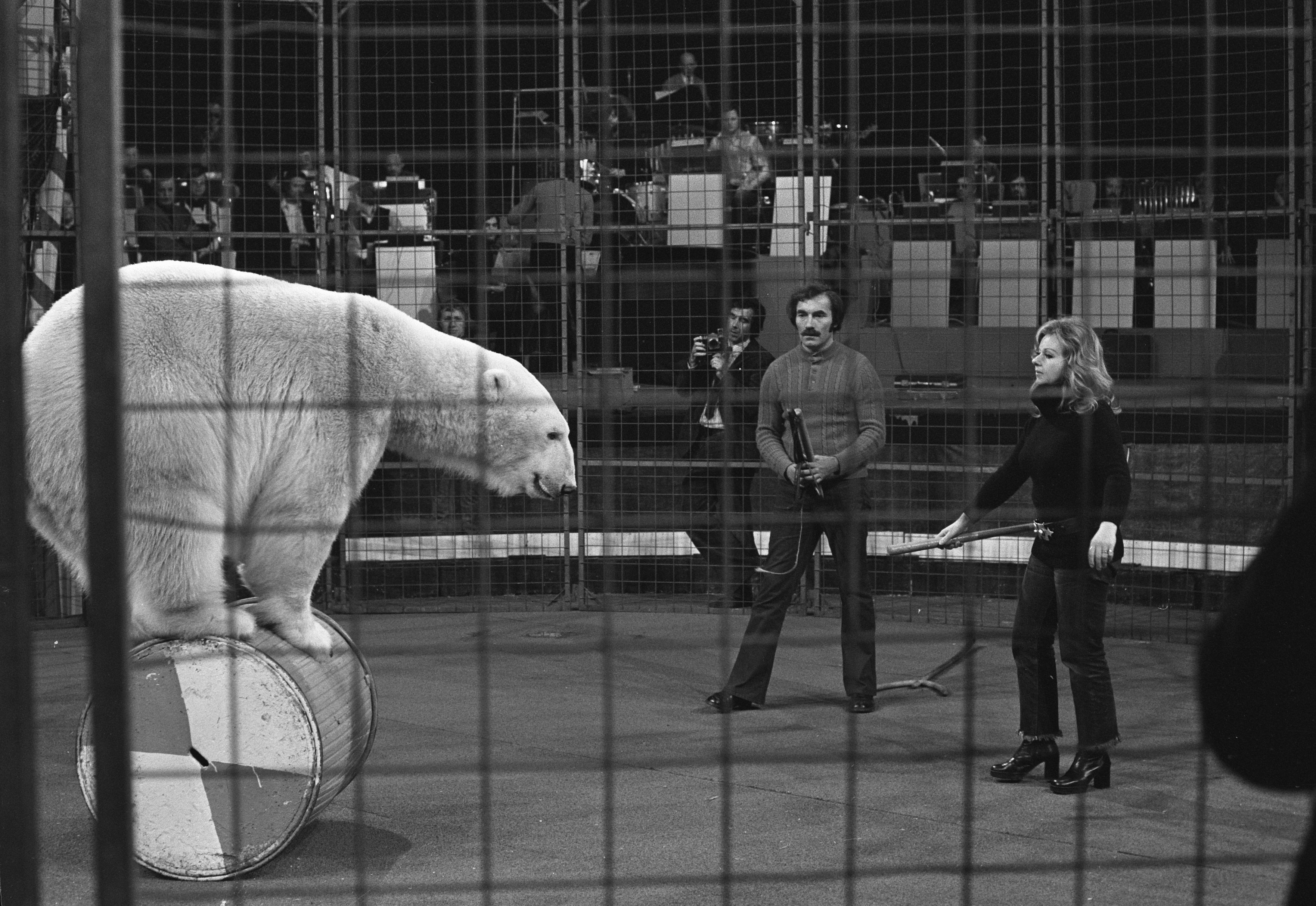
Ós polar actuant al Nationaal Songfestival de 1973 als Països Baixos

Els óssos polars han estat ensinistrats per actuar en circs. Els óssos en general, per ser grans, poderosos, fàcils d'ensinistrar i amb una forma semblant a la humana, eren molt comuns als circs, i el pelatge blanc dels óssos polars els feia particularment atractius. Els circs van ajudar a canviar la imatge de l'ós polar d'un monstre temible a quelcom més còmic. Els óssos polars que actuaven van ser utilitzats el 1888 pel Circ Krone a Alemanya i més tard el 1904 per la Menagerie de Bostock i Wombwell a Anglaterra. El director de circ Wilhelm Hagenbeck va ensinistrar fins a 75 óssos polars per lliscar cap a un gran tanc a través d'una rampa. Va començar a actuar amb ells el 1908 i van tenir un espectacle particularment ben rebut a l'Hippodrome (Londres). Altres trucs de circ realitzats per óssos polars incloïen la corda fluixa, pilotes, patins i motocicletes. Una de les ensinistradores d'óssos polars més famoses de la segona meitat del segle XX va ser l'alemanya oriental Ursula Böttcher, la petita estatura de la qual contrastava amb la dels grans óssos. A partir de finals del segle xx, la majoria dels espectacles amb óssos polars van ser retirats i l'ús d'aquests óssos per al circ ara està prohibit als EUA.
Diversos óssos polars en captivitat van assolir l'estatus de celebritat a finals del segle XX i principis del segle XXI, notablement Knut del Zoològic de Berlín, que va ser rebutjat per la seva mare i va haver de ser criat a mà pels cuidadors del zoo. Un altre ós, Binky del Zoològic d'Alaska a Anchorage, es va fer famós per atacar dos visitants que s'havien acostat massa. Els óssos polars en captivitat poden caminar d'una banda a l'altra, un comportament estereotípic. En un estudi, es va registrar que passaven el 14 per cent dels seus dies fent aquest moviment. A l'ós Gus del Zoològic de Central Park li va ser prescrit Prozac per un terapeuta per nedar constantment a la seva piscina. Per reduir els comportaments estereotípics, els cuidadors del zoo proporcionen als óssos elements d'enriquiment per desencadenar el seu comportament de joc. En condicions prou càlides, les algues concentrades a la medul·la dels pèls de guarda del seu pelatge poden fer que els óssos polars del zoo semblin verds.